# Mikołaj Bunkerd Kitbamrung
Mikołaj Bunkerd Kitbamrung (ur. 28 lutego 1895 Nakhon Chaisri koło Bangkoku w Syjamie, zm. 12 stycznia 1944) – błogosławiony Kościoła rzymskokatolickiego.
Urodził się w bardzo religijnej rodzinie w Prowincji Nakhom Pathom w dzisiejszej Tajlandii. W wieku 13 lat wstąpił do seminarium w Malezji, a w 1920 roku otrzymał święcenia kapłańskie. Gdy wybuchła wojna francusko-indochińska został oskarżony o szpiegostwo na rzecz Francji. Aresztowano go i skazano na 10 lat pozbawienia wolności. Tam zachorował na gruźlicę.
Zmarł w opinii świętości w wieku 49 lat.
Został beatyfikowany przez papieża Jana Pawła II w dniu 5 marca 2000 roku.